# سلمان عيسى
سلمان عيسى غلوم (12 يوليو 1977) لاعب كرة قدم بحريني معتزل كان يجيد اللعب في مركز الوسط الأيسر كما يجيد اللعب في مراكز الجناح الأيسر والوسط المحوري والوسط المدافع والظهير الأيسر وقلب الدفاع والمهاجم.

## تصفيات كأس العالم
سجل سلمان هدف التقدم للبحرين في مباراة ذهاب الملحق القاري في تصفيات كأس العالم لكرة القدم 2006 التي أقيمت في ألمانيا ضد ترينيداد وتوباغو وبذلك أعطى البحرين زمام المبادرة بتحقيق نتيجة إيجابية خارج ملعبه في المباراة التي أقيمت في بورت أوف سبين. استطاع لاعب الوسط كريس بيرشال تسجيل هدف التعادل لصالح ترينيداد وتوباغو لتنتهي المباراة بالتعادل الإيجابي 1-1 وهي نتيجة إيجابية للبحرين حيث يكفيها فوزها بأي نتيجة أو التعادل السلبي 0-0 من أجل التأهل إلى بطولة كأس العالم لكرة القدم للمرة الأولى في تاريخها. في مباراة الإياب في البحرين سجل دينيس لورانس هدف الفوز لترينيداد وتوباغو مما ساهم في التأهل إلى البطولة العالمية للمرة الأولى في تاريخهم.

## الإنجازات

### الرفاع
- الدوري البحريني الممتاز (5): 2000، 2003، 2005، 2012، 2014
- كأس ولي العهد (4): 2002، 2003، 2004، 2005
- كأس الاتحاد البحريني (2): 2001، 2004، 2014

## الأهداف الدولية
| #  | التاريخ        | الملعب                          | الخصم                    | التسجيل | النتيجة | المنافسة                                            |
| -- | -------------- | ------------------------------- | ------------------------ | ------- | ------- | --------------------------------------------------- |
| 1  | 26 يناير 2002  | الرياض، السعودية                | الإمارات العربية المتحدة | 2-1     | الفوز   | كأس الخليج العربي لكرة القدم 2002                   |
| 2  | 12 ديسمبر 2003 | المنامة، البحرين                | العراق                   | 2-2     | التعادل | ودية                                                |
| 3  | 17 ديسمبر 2004 | الدوحة، قطر                     | السعودية                 | 3-0     | الفوز   | كأس الخليج العربي لكرة القدم 2004                   |
| 4  | 17 أغسطس 2005  | المنامة، البحرين                | كوريا الشمالية           | 2-3     | خسارة   | تصفيات كأس العالم لكرة القدم 2006 (آسيا)            |
| 5  | 12 نوفمبر 2005 | بورت أوف سبين، ترينيداد وتوباغو | ترينيداد وتوباغو         | 1-1     | تعادل   | تصفيات كأس العالم لكرة القدم 2006 (آسيا)            |
| 6  | 15 نوفمبر 2006 | المنامة، البحرين                | الكويت                   | 2-1     | فوز     | تصفيات كأس آسيا 2007                                |
| 7  | 15 يوليو 2007  | جاكرتا، إندونيسيا               | كوريا الجنوبية           | 2-1     | فوز     | كأس آسيا 2007                                       |
| 8  | 16 أكتوبر 2007 | المحرق، البحرين                 | ليبيا                    | 2-0     | فوز     | ودية                                                |
| 9  | 16 أكتوبر 2007 | المحرق، البحرين                 | ليبيا                    | 2-0     | فوز     | ودية                                                |
| 10 | 4 مارس 2008    | الدوحة، قطر                     | قطر                      | 2-1     | فوز     | ودية                                                |
| 11 | 2 يونيو 2008   | بانكوك، تايلند                  | تايلاند                  | 3-2     | فوز     | تصفيات آسيا لكأس العالم لكرة القدم 2010             |
| 12 | 7 يونيو 2008   | المنامة، البحرين                | تايلاند                  | 1-1     | تعادل   | تصفيات آسيا لكأس العالم لكرة القدم 2010             |
| 13 | 20 أغسطس 2008  | المنامة، البحرين                | بوركينا فاسو             | 3-1     | فوز     | ودية                                                |
| 14 | 6 سبتمبر 2008  | المنامة، البحرين                | اليابان                  | 2-3     | خسارة   | تصفيات آسيا لكأس العالم لكرة القدم 2010             |
| 15 | 29 ديسمبر 2008 | المنامة، البحرين                | سوريا                    | 2-2     | تعادل   | ودية                                                |
| 16 | 21 يناير 2009  | هونغ كونغ، هونغ كونغ            | هونغ كونغ                | 3-1     | فوز     | تصفيات كأس آسيا 2011                                |
| 17 | 28 يناير 2009  | المنامة، البحرين                | اليابان                  | 1-0     | فوز     | تصفيات كأس آسيا 2011                                |
| 18 | 31 أغسطس 2009  | المنامة، البحرين                | إيران                    | 4-2     | فوز     | ودية                                                |
| 19 | 8 أكتوبر 2010  | الكويت، الكويت                  | الكويت                   | 3-1     | فوز     | ودية                                                |
| 20 | 25 ديسمبر 2010 | دبي، الإمارات                   | أوزبكستان                | 1-1     | تعادل   | ودية                                                |
| 21 | 20 ديسمبر 2011 | الدوحة، قطر                     | فلسطين                   | 3-1     | فوز     | كرة القدم في دورة الألعاب العربية الثانية عشرة 2011 |

## روابط خارجية
- سلمان عيسى على موقع قاعدة بيانات كرة القدم.إي يو (الإنجليزية)
- سلمان عيسى على موقع ناشيونال فوتبول تيمز (الإنجليزية)
- سلمان عيسى على موقع Soccerway.com (الإنجليزية)